# Niederrodener Lache
Das Naturschutzgebiet Niederrodener Lache (NSG-Kennung 1438010) liegt in den Städten Rodgau und Rödermark im hessischen Landkreis Offenbach. Es umfasst einen etwa 124,6 Hektar großen Wald- und Wiesenbereich, der durch die querende B 45 in zwei Teilflächen zerfällt.
Mit identischem Flächenzuschnitt ist das Naturschutzgebiet auch als FFH-Gebiet DE-6019-304 NSG Nieder-Rodener Lache ausgewiesen. Dadurch gehört es zum europäischen Schutzgebietsnetz Natura 2000.

## Gebietsbeschreibung
Das Naturschutzgebiet liegt in einem größeren Waldgebiet zwischen dem Rodgauer Ortsteil Nieder-Roden und dem Rödermarker Ortsteil Ober-Roden. Die namengebende Lache ist ein Zufluss zur Rodau. Ein fast durchgehender Erlensaum des Waldwiesenbaches und angrenzend wechselfeuchte Wiesen charakterisieren das NSG.
Die umgebenden Flächen liegen, mit Ausnahme der angrenzenden Siedlungsbereiche, im Landschaftsschutzgebiet Landkreis Offenbach.

## Schutzzweck
Zweck der NSG-Ausweisung ist der Schutz des Gebietes mit seinen artenreichen montanen und submontanen Borstgrasrasen auf Silikatböden und Pfeifengraswiesen auf kalkreichen sowie torfigen und tonig-schluffigen Böden. Relevant sind die teilweise enge Verzahnung verschiedener Pflanzenformationen und die vielfältigen Feuchtbiotope mit mehreren seltenen und bedrohten Pflanzen- und Tierarten.

## Naturschutzgebiete im Landkreis Offenbach
- Liste der Naturschutzgebiete im Landkreis Offenbach